# Hussein Fatal
Hussein Fatal właściwie Bruce Edward Washington Jr. (ur. 3 kwietnia 1977 w Montclair, zm. 11 lipca 2015 w hrabstwie Banks) – amerykański raper.

## Życiorys
Największą popularność przyniosła mu działalność w zespole muzycznym Outlawz stworzonym przez Tupaca Shakura. Wraz z formacją zadebiutował na podwójnym albumie Shakura pt. All Eyez on Me. Hussein Fatal zginął 11 lipca 2015 w wypadku samochodowym na autostradzie międzystanowej 85 w pobliżu hrabstwa Banks.

## Wybrana dyskografia[1]
- In the Line of Fire (1998)
- Fatal (2002)
- Fatalveli 0,50 (2007; kompilacja)
- Fatalveli Vol. 1 (2003)
- Fatalveli Vol. 2 (2003)
- Section 8: Hustlin’ In Front Of Housing (2006)
- 1090 Official (2007) (z Hardtimerz)
- New Jersey D.O.C. (2007; kompilacja)
- New Jersey D.O.C. Vol. 2 (2008; kompilacja)
- Born Legendary (2009)
- Trouble (2009; kompilacja)